# Stugutjärnen (Färila socken, Hälsingland, 684738-148801)
Stugutjärnen är en sjö i Ljusdals kommun i Hälsingland och ingår i Ljusnans huvudavrinningsområde. Sjön har en area på 0,0661 kvadratkilometer och ligger 340,1 meter över havet.

## Delavrinningsområde
Stugutjärnen ingår i det delavrinningsområde (684700-148710) som SMHI kallar för Utloppet av Stugutjärn. Medelhöjden är 379 meter över havet och ytan är 6,64 kvadratkilometer. Det finns inga avrinningsområden uppströms utan avrinningsområdet är högsta punkten. Vattendraget som avvattnar avrinningsområdet har biflödesordning 4, vilket innebär att vattnet flödar genom totalt 4 vattendrag innan det når havet efter 156 kilometer. Avrinningsområdet består mestadels av skog (61 procent) och sankmarker (32 procent). Avrinningsområdet har 0,19 kvadratkilometer vattenytor vilket ger det en sjöprocent på 2,9 procent.